# Lucillella
Lucillella es un género de mariposas de la familia Riodinidae.

## Diversidad
Existen 5 especies reconocidas en el género, 4 de ellas tienen distribución neotropical.